# بوکراع
بوکراع (به عربی: بوکراع) یک منطقهٔ مسکونی در صحرای غربی است که در استان العیون واقع شده‌است. بوکراع ۲۱۱٫۶۲ کیلومتر مربع مساحت دارد.

## خواهرخوانده
شهر کاسترو اوردیالس خواهرخواندهٔ بوکراع هست.